# 1075
Năm 1075  trong lịch Julius.

## Sự kiện
chiến tranh Đại Việt - Tống kết thúc